# JOULE (EU)
Das Programm JOULE der Europäischen Union ist auf die Forschung und Entwicklung im nichtnuklearen Energiebereich ausgerichtet.
Das Akronym „Joule“ steht in diesem Zusammenhang für Joint Opportunities for Unconventional or Long-Term Energy Supply.
Das Programm JOULE ist ein Teil der Fördermaßnahmen der Europäischen Union im Energiebereich (siehe auch die Programme THERMIE, SAVE und ALTENER).
Das erste Programm (JOULE I) wurde im zweiten FTE-Rahmenprogramm (1987–1990) abgewickelt.  Das Programm JOULE II wurde im Rahmen des dritten FTE-Rahmenprogramms  (1990–1994) abgewickelt. Die JOULE-Programme sind als spezifische Ausführungsprogramme ein Teil eines grundlegenden, mehrjährigen  EG/EU-Forschungsrahmenprogramms.

## Ursache
Grundlage für die Fördertätigkeit im Bereich Energie, Energieeffizienz und Umweltschutz war u. a. die Energiekrise 1973 und 1979, von der Europa wesentlich betroffen war. In der Entschließung des Rates aus 1980 für die energiepolitischen Ziele für 1990 wird,  zur Verhinderung der Auswirkungen einer neuen Energiekrise, festgelegt, eine gemeinsame Energiepolitik der Gemeinschaft weiter zu führen.
Die Ziele lauteten (1980):
- Verringerung der Abhängigkeit der Gemeinschaft von Energieeinfuhren auf 50 %,[5]
- Verringerung des Verhältnisses zwischen Zuwachsrate des Energieverbrauchs und der Zuwachsrate des BIP auf den Faktor 0,8;
- Begrenzung des Erdölverbrauchs;
- Begrenzung der Netto-Erdöleinfuhren auf den Stand von 1978.[6]

JOULE ist ein EU-Programm zur Technologieverbreitung. Dieses sollte u. a. dazu dienen, um Verbraucher davon zu überzeugen, dass die Einführung effizienterer Energietechnologie sich über die Energiekosteneinsparung schon nach kurzer Zeit bezahlt machen kann.

## Ziele
Dieses Programm weist drei wesentliche Ziele auf:
- Reduktion der Umweltauswirkungen des Energieverbrauchs;
- Forschung in erneuerbare Energien[7]
- Forschung in fossilen Brennstoffen.[8]

## Ergebnisse
Das Programm JOULE umfasst die Forschung und Entwicklung (FTE) und dadurch
- soll eine bessere Nutzung der Energie und
- verbessert Umwandlung fossiler Brennstoffe erreicht werden; und
- sollen Schadstoffemissionen reduzieren und
- soll die Effizienz der Umwandlung von Energie verbessert werden.

## Forschungsbereiche
Dies soll z. B. durch
- die Umwandlung von Kohle in Strom mittels Verbrennung und Vergasung unter Druck,
- die Verwendung von Brennstoffzellen,
- die Entwicklung von Akkumulatoren für Elektrofahrzeuge und
- Forschung und Entwicklung neuer und alternativer Kraftstoffe
- Energie sparen,[9]
- Öl und Gas Exploration und Produktion,[10]
- Erneuerbare Energien (Biomasse, Photovoltaik, Solarenergie, Geothermie Wind-, Wasser- und Wellenkraft etc.)

erreicht werden, wobei die sozialen und wirtschaftlichen Auswirkungen mit beachtet werden.

## Nachfolgeprojekte
1994 wurde das EU-Programm JOULE in das JOULE-THERMIE Programm überführt. Das JOULE-THERMIE-Programm ist 1998 ausgelaufen. Es wurde innerhalb des fünften FTE-Rahmenprogrammes (1998–2002) in den Bereichen „Energie, Umwelt und nachhaltige Entwicklung“ (Energy, Environment and Sustainable Development) mit einem Förderbudget von 2 Milliarden EURO geführt.